# Lado obscuro
Lado Obscuro es el nombre del primer álbum del rapero mexicano C-Kan. El álbum fue lanzado en el año 2004.

## Lista de canciones
| N.º   | Título                                              | Duración |  |
| 1.    | «Intro»                                             | 1:21     |  |
| 2.    | «Callando Hocicos» (feat. Doble D, Cherak)          | 3:28     |  |
| 3.    | «Como La Primera Vez» (feat. Doble D, Cherak)       | 4:36     |  |
| 4.    | «Compitiendo En Las Calles» (feat. Doble D, Cherak) | 4:08     |  |
| 5.    | «Déjame» (feat. Doble D, Cherak)                    | 3:36     |  |
| 6.    | «En La Disco» (feat. Doble D, Cherak)               | 4:01     |  |
| 7.    | «En Las Calles» (feat. Doble D, Cherak)             | 3:21     |  |
| 8.    | «Misión Hip Hop» (feat. Doble D, Cherak)            | 4:20     |  |
| 9.    | «Otro Día de Reventón»                              | 4:12     |  |
| 10.   | «Por Que No Vuelves?» (feat. Doble D, Cherak)       | 5:42     |  |
| 11.   | «Por Tu Amor» (feat. Doble D, Cherak)               | 4:55     |  |
| 12.   | «Rancholos» (feat. Doble D, Cherak)                 | 4:11     |  |
| 13.   | «Vivir Así No Es Vida» (feat. Doble D, Cherak)      | 4:16     |  |
| 50:07 |                                                     |          |  |